# Премендра Мітра
Премендра Мітра (бенг. প্রেমেন্দ্র মিত্র; 1904–1988) — бенгальський поет, автор романів, новел, трилерів, кінорежисер. Він багато писав рідною мовою в жанрі наукової фантастики, що також принесло йому чималу славу в Бенгалії. Критика людства привела його до переконання, що для того щоб вижити, людські істоти повинні «забути про свої відмінності і об'єднатися».

## Біографія
Він народився в Варанасі, місті Індії, де його батько, Гйанендранатх Мітра, працював у залізничній компанії Indian Railways, що давало можливість подорожувати багатьма місцями Індії. Втративши свою матір, яка померла, коли він був ще дитиною, він виховувався бабусею і дідусем в штаті Уттар-Прадеш, а останні роки свого життя провів в Калькутті і Дацці. Він навчався в South Suburban School (Main) і вступив до Шотландського церковного коледжу (Scottish Church College) в Калькутті для отримання ступеня бакалавра мистецтв, який він покинув, що не закінчивши навчання, для того щоб вивчати сільське господарство в місті Сантінікетан з другом Рабіндранатха Тагора, Леонардом Елмхірстом. Втративши інтерес, він повернувся до навчання спочатку на базовий університетський курс в Дацці, а в 1925 році — в коледж Асутоша (Asutosh College) в Калькутті, де допомагав письменнику і літературознавцю Дінеша Чандра Сену з дослідженнями.
На початку кар'єри він (безуспішно) прагнув стати лікарем, вивчаючи природничі науки. Потім намагався працювати шкільним вчителем. Він навіть пробував зробити кар'єру підприємця, але і цей задум не увінчався успіхом. Перепробувавши інші професії, в яких він зміг добитися лише незначного чи середнього успіху, він заново відкрив у собі письменницький талант і незабаром став бенгальським письменником і поетом.[джерело?]
У 1930 році він одружився з Беені Мітра. У цей час він працював професором з вивчення бенгальської мови в City College на півночі Калькутти. Майже все життя він провів у будинку району Калігхат в цьому ж місті.

## Письменник і редактор
У листопаді 1923 року Мітра приїхав з Дакки республіки Бангладеш і зупинився в їдальні на Gobinda Ghoshal Lane в Калькутті. Там він написав 2 оповідання і відправив їх у популярний бенгальський журнал «Прабасі» («Prabasi» — емігрант). Його першим опублікованим твором став «Шудху Керанееін Прабасі» («Shudhu Keraneein Prabasi») у березні 1924 року. У наступному випуску було опубліковано інше оповідання — «Гопончхаріні»(«Goponcharini»). Його вірші були відомі своєю гостротою і дотепністю. У них також висловлювалося співчуття до страждань пролетаріату. За п'ять років до цього, в 1925 році, коли Рабіндранатх Тагор написав «Punoshcho», першу всесвітньо визнану бенгальську книгу віршів у прозі, Мітра написав схожі вірші в журнали «Bijli», «Kali Kalam» та ін. Буддхадеб Босу після цього написав: «Він — один з ранніх авторів, можна сказати піонерів, хто працював у жанрі віршів у прозі».
Його першою книгою поезій була «Prothoma» («Перша леді»,1932).
Його оповідання були новаторськими і добре структурованими, охоплювали всі відмінності та різноманіття міського життя Індії. Теми бідності, виродження, кастовості, періодичних конфліктів між релігією і раціоналізмом, а також тема відмінностей між сільським і міським життям формують тематичний рефрен в більшості його робіт. Він експериментував зі стилістичними відтінками бенгальської прози і намагався запропонувати альтернативні лінгвістичні характеристики елітної прозаїчної мови бенгалі. В основному це були спроби звільнити бенгальську літературу від м'якості, зайвої романтики і застарілого стилю письма, що переважав у більш ранніх творах. «Nana Ronge Bona» («В'язаний різними кольорами») є не тільки збіркою оповідань, але й єдиною відомою автобіографією Премендри Мітри. Він працював редактором бенгальських газет і журналів новин, таких як «Kollol», «Kali Kalam», «Banglar Kotha», «Bongobani» і т. д. Він також писав у «Mouchak», журнал під керівництвом Судхіра Чандра Саркара. Він був пов'язаний з радіо «Akashbani» спочатку як продюсер, пізніше він виконував там інші обов'язки.
Він навіть створив блискучі інноваційні зразки трилерів і наукової фантастики, засновані на перевірених наукових фактах. Два його більш відомі оповідання — «Piprey Puran» («Історія мурах») і «Mangalbairi» («Вороги Марса»). Хоча ці твори більш популярні серед бенгальскомовних школярів та підлітків, вони також користуються популярністю і серед старшого покоління поціновувачів літератури.

## Гханада
Створення образу Гханади (Ghanada — «старший брат Гхана» в Бенгалії) особливо принесло йому суспільне визнання. Гханада — байдужий безробітний чоловік середніх років, який явно вміє складати історії пригод прямо на ходу. Тематично його сюжети охоплюють широкий спектр: злочини, людська винахідливість, наука, історія, географія, метафізика і філософія. Очевидно, що хоч сам Гханада і не був залучений до тих пригод, в яких він нібито брав участь, він безумовно є освіченою людиною з винятковим талантом до оповідей. З наукової точки зору історії дуже точні. Гханаду можна сприймати, як пародію на самого Мітру або як карикатуру на неодруженого міського інтелігента, який у світі книг і знання відчуває себе як вдома, при цьому не маючи майже ніякого практичного досвіду. Цікаво зауважити, що так, як і персонаж Фелуда Сатьяджіта Рая, старший Гханада хоч і не почуває відразу до протилежної статі, але й не може поводитися з жінками невимушено. Він зупиняється в гуртожитку, в якому проживають одні чоловіки, і веде скромне існування. Гханада — самоучка, який здобув освіту переважно завдяки часу, проведеному в місцевих бібліотеках. Те, що ці оповіді відображають також більш великі моделі соціальних трансформацій, ще варто довести.

## Меджокорта
Іншим шедевром Премендри Мітри є персонаж Меджокорта (Mejokorta — «наступний брат старшого сина родини» в Бенгалії). Меджокорта був знаменитим Бхут Шикарі (Bhoot Shikari — «мисливець за привидами»). Ряд історій про Меджокорту, хоч і не таких довгих, як про Гханаду, зробили неоціненний внесок до жанру оповідань про привидів в Бенгалії.
Твори Мітри були включені до шкільної програми з бенгальської літературі в середніх і старших класах, а також у вищих навчальних закладах в Бангладеші і Західній Бенгалії.